# Mulaku-atol
Malaku-atol (Mulakatolhu) is een atol van de eilandengroep de Maldiven.
Coördinaten zijn 3° 11' N en 2° 45' N. De hoofdstad is Muli.

## Bestuurlijke indeling
Mulaku-atol valt volledig binnen de bestuurlijke divisie Meemu-atol.